# Andy Rautins
Andrew Jay « Andy » Rautins, né le 2 novembre 1986 à Syracuse, dans l'État de New York, est un joueur canadien de basket-ball, évoluant au poste de meneur.

## Carrière
En octobre 2017, Andy Rautins rejoint le Bandırma Banvit.
En janvier 2020, Rautins signe un contrat jusqu'à la fin de la saison avec le Panathinaïkos.